# Hannes Stollsteimer
Hannes Stollsteimer (* 23. Oktober 1994 in Stuttgart) ist ein deutscher Fusion- und Jazzmusiker (Klavier, Keyboard, Komposition).

## Leben und Wirken
Stollsteimer wuchs bei Stuttgart auf und erhielt mit neun Jahren seinen ersten Keyboard- und Klavierunterricht. Von 2013 bis 2015 war er Mitglied im Landesjugendjazzorchester Baden-Württemberg, mit dem er durch Indien tourte. Im selben Jahr begann er sein Jazzpiano-Studium an der Staatlichen Hochschule für Musik und Darstellenden Kunst Stuttgart bei Hubert Nuss und wechselte 2015 für ein Auslandsjahr an die Musikakademie Krakau, wo er bei Dominik Wania studierte. Nach dem Bachelor setzte er sein Studium 2018 an der Hochschule für Musik und Theater München bei Christian Elsässer fort, welches er 2021 mit dem Master of Music abschloss.
Seit seiner Gründung im Jahr 2017 ist Stollsteimer (zusammen mit Bandleader Jakob Manz (Saxofon), Frieder Klein (E-Bass) und Paul Albrecht bzw. Leo Asal (Schlagzeug)) Pianist und Keyboarder in The Jakob Manz Project, die seitdem mehrfach deutschlandweit und international auf Tour war. Zum Debütalbum Natural Energy, das 2020 bei ACT veröffentlicht wurde, steuerte er einige Kompositionen bei. Für das zweite Album The Answer komponierte er u. a. die Titelnummer und die letzten Stücke.
Stollsteimer spielte zudem 2021 im Duo mit Jakob Manz auf dem Festival International de Jazz de Port-au-Prince auf Haiti und im August 2022 mit der mongolischen Sängerin Enji Erkhem auf dem Savassi Festival in Belo Horizonte (Brasilien). Im August 2024 trat er mit Jakob Manz beim KotorArt Festival in Kotor (Montenegro) auf. Weiterhin arbeitete er mit Wolfgang Schmid.
Mit seiner eigenen Formation Hannes Stollsteimer Interfusion Quartet, zu der Philipp Humburg (E-Gitarre), Frieder Klein (E-Bass) und Christin Neddens (Schlagzeug) gehören, nahm Stollsteimer in den Bauer Studios die EP Taking Off auf, welche er 2023 selbst veröffentlichte. 2025 folgte eine deutschlandweite Debüt-Tour und die Veröffentlichung eines Live-Albums.
Seit 2021 ist Stollsteimer Dozent für Klavier in der Fachrichtung Rock-Pop-Jazz an der Berufsfachschule für Musik Krumbach.

## Preise und Auszeichnungen
Stollsteimer erhielt mit The Jakob Manz Project 2017 den Musikpreis der Stuttgarter Lions Clubs und als Solist 2017 den 2. Preis des Stuttgarter Steinway Förderpreis Jazz. 2018 errang er mit The Jakob Manz Project den Wettbewerb Future Sounds der Leverkusener Jazztage und den Biberacher Jazzpreis sowie 2023 den Hauptpreis des 2. HI Five Jazz Award 2023 des Rotary Clubs in Hildesheim.

## Diskografische Hinweise
- The Jakob Manz Project: Natural Engergy (ACT, 2020 mit Frieder Klein, Paul Albrecht)
- Searching for Home: Hidden Errors (Neuklang, 2022, mit Lina Ida Wutzler, Hannes Weidauer, Johann Giesecke, Markus Rethberg, Hakim Azmi, Jeremias Wagler-Wernecke, Kilian Srowik, Johannes Kellig, Ludwig Barth, Florian Anger, Samuel Joseph)[12]
- Hannes Stollsteimer Interfusion Quartet: Taking Off (Eigenvertrieb, 2023, mit Philipp Humburg, Frieder Klein, Christin Neddens)
- The Jakob Manz Project: The Answer (ACT, 2024, mit Frieder Klein, Paul Albrecht, Karl Degenhardt sowie Matthias Schriefl, Lionel Loueke, Alexandra Stollsteimer)
- Hannes Stollsteimer Interfusion Quartet: Live at Bix (Eigenvertrieb, 2025, mit Philipp Humburg, Frieder Klein, Christin Neddens)